# V.I.P. (電影)
為2017年上映的韓國犯罪片，由《新世界》的導演朴勳正執導，張東健、金明民、朴喜洵及李鍾碩主演。電影講述北韓高層人員的兒子在全世界連續殺人，而遭南、北韓與國際刑警組織緝捕時所發生的故事。
新马地区于2018年4月28日晚间通过tvN Moives频道首播。

## 演員陣容

### 主要人物
- 張東健 飾演 朴在赫
- 金明民 飾演 蔡易道
- 朴喜洵 飾演 利大範
- 李鍾碩 飾演 金光日

### 其他人物
- 彼得·斯特曼 飾演 保羅·格雷
- 鄭雨琳 飾演 少女
- 崔政宇 飾演 張國善，警察幹部。
- 朱鎮模 飾演 國情院高層幹部
- 吳代煥 飾演 金警官
- 太仁鎬 飾演 太要員
- 孫鐘鶴 飾演 部長檢察官
- 趙宇鎮 飾演 鄭民旭，檢察官。
- 宋英奎 飾演 律師
- 劉宰明 飾演 朝鮮保安省幹部
- 玄奉植 飾演 警察
- 朴宰雄 飾演 警察
- 朴赫民 飾演 警察
- 裴勇根 飾演 警察
- 李柱元 飾演 警察
- 金宗勳 飾演 要員
- 金文鶴 飾演 要員
- 李詩媛 飾演 要員
- 郭振錫 飾演 保安省
- 李瑞埈 飾演 光日派
- 李正赫 飾演 光日派
- 金道赫 飾演 國情院調查員

### 友情出演
- 朴星雄 飾演 國情院幹部
- 黃炳國 飾演 國科搜
- 李元錫 飾演 中餐館送餐員

## 獎項榮譽
2017年：第13屆美國奇幻電影節
- 驚悚電影長片單元 最佳導演（朴勳正）

## 外部連結
- NAVER上《V.I.P.》的資料
- Daum上《V.I.P.》的資料

- 韩国电影数据库（KMDb）上《V.I.P.》的資料
- 互联网电影数据库（IMDb）上《V.I.P.》的资料（英文）
- 豆瓣电影上《V.I.P.》的資料 （简体中文）
- Yahoo奇摩電影上《V.I.P.》的資料（繁體中文）
- 開眼電影網上《V.I.P.》的資料（繁體中文）
- Box Office Mojo上《V.I.P.》的资料（英文）